# Albert Rocas
Albert Rocas (Palafrugell, 1982. június 21. –) világbajnok spanyol kézilabdázó, az FC Barcelona korábbi játékosa. A 2008-as olimpián bronzérmes válogatott tagja.

## Karrierje
Katalán lévén nem meglepő, hogy pályafutása túlnyomó részét katalán csapatokban töltötte. Első felnőtt csapata a Granollers volt, ahová már tizenöt évesen bekerült. Három év után, 2000-ben szerződött a Valladolidhoz, ez volt eddig az egyetlen nem katalán csapata. 2003-ban tért vissza ismét „hazai földre”, ekkortól 2007-ig a Portland San Antonióban játszott. 2007 óta az egyik legsikeresebb spanyol csapat, a Barcelona szélsője.
A válogatottal klubkarrierjéhez hasonlóan rendkívül sikeres, kétszeres világbajnok, egyszeres vb-bronzérmes, és az olimpián is ugyanilyen színű érmet szerzett csapatával.

## Sikerek

### Barcelona
- BL-győztes: 2011
- Bajnok: 2011, 2012, 2013
- Szuperkupa-győztes: 2009, 2010
- Kupagyőztes: 2009, 2011, 2012

### Portland
- KEK-győztes: 2004
- Bajnok: 2005
- Kupagyőztes: 2005
- Szuperkupa-győztes: 2006

### Valladolid
- Kupagyőztes: 2003

### Válogatott
- Világbajnok: 2005, 2013
- Vb-bronzérmes: 2011